# Bifrontipta
Bifrontipta là một chi bướm đêm thuộc họ Noctuidae.